# الفی اگان
الفی اگان (انگلیسی: Alfie Egan؛ زادهٔ ۳ سپتامبر ۱۹۹۷) بازیکن فوتبال اهل بریتانیا است.
از باشگاه‌هایی که در آن بازی کرده‌است می‌توان به باشگاه فوتبال ساتون یونایتد اشاره کرد.